# 霍州鼓楼
霍州鼓楼，位于山西省临汾市霍州市城内市中心，是一座建于明、清的古建筑。
2004年6月10日，公布为山西省文物保护单位。2019年10月7日公布为第八批全国重点文物保护单位。